# Alfred d'Aunay
Alfred d'Aunay, nom de plume d'Alfred Joseph Descudié, né le 13 octobre 1837 à Paris et mort dans la même ville le 17 mars 1895, est un journaliste et auteur dramatique français,.

## Biographie
Alfred d'Aunay fonde le 23 août 1868 à Paris, La Chronique illustrée, faisant suite au numéro hebdomadaire illustré du Petit Figaro ; le périodique disparaît en février 1876.

## Œuvre

### Livres
- Bouis-Bouis, bastringues et caboulots de Paris (1860)[6]
- Les Prussiens en France (1871)
- Histoire de deux ans (1870-1871) (1872)